# Charlotte Véry
Charlotte Véry est une maquilleuse, actrice et peintre française.

## Biographie
En 1978, Charlotte Véry entre à l'École des beaux-arts de Saint-Étienne ; en 1981, elle fait partie de l'école de maquillage artistique Christian Chauveau avant de fréquenter l'école de l'acteur Rafaël Gozalbo, le Centre américain et l'Institut européen de l'acteur Radu Penciulescu (ro).
Elle est pendant un an l'assistante du cinéaste Marcel Ophuls.
C'est Charlotte Véry qui donne envie à Éric Rohmer de développer le côté mystique de son film Conte d'hiver dans lequel elle joue le rôle principal de Félicie. Rohmer s'inspire de leurs entretiens pour la rédaction des dialogues, et envisage même de faire jouer le rôle de la mère par la vraie mère de la comédienne. Il la retrouve à l'occasion de son film conçu avec Marie Rivière, Le Canapé rouge, dans lequel on peut aussi voir ses peintures.

## Filmographie

### Cinéma
- 1986 : Cinématon[5] de Gérard Courant
- 1989 : L'Union sacrée d'Alexandre Arcady
- 1992 : Conte d'hiver d'Éric Rohmer
- 1993 : Trois Couleurs : Bleu de Krzysztof Kieślowski
- 1997 : Comptes de Noël de Laurent Metterie
- 2001 : L'Anglaise et le Duc d'Éric Rohmer
- 2004 : Le Canapé rouge de Marie Rivière et Éric Rohmer
- 2006 : Le Prestige de la mort de Luc Moullet
- 2017 : Madame Hyde de Serge Bozon

### Télévision
- 1987 : Lorfou de Daniel Duval
- 1999 : H
- 1999 : Joséphine, ange gardien
- 2001 : L'Amour sur un fil de Michaëla Watteaux
- 2006 : Du goût et des couleurs de Michaëla Watteaux

## Théâtre
- 1993 : Union libre d'Éric Assous, mise en scène Xavier Letourneur, Théâtre d'Edgar